# رزیدنت ایول (بازی ویدئویی)
رزیدنت ایول (به انگلیسی: Resident Evil) و (به ژاپنی: バイオハザード, Baiohazādo) نام یک بازی ویدئویی در سبک ترس و بقا بوده که توسط شرکت کپ‌کام ساخته و منتشر شد. این بازی، دومین عنوان از مجموعه بازی‌های ویدئویی رزیدنت ایول است که در سال ۱۹۹۶ و برای کنسول پلی‌استیشن منتشر شد. تنها در تاریکی بازی دیگری از این سبک بود که پیش از رزیدنت ایول منتشر شد. اما سبک سورویوال هارور، با بازی رزیدنت ایول، گسترده‌تر و عمیق‌تر شد. به همین دلیل، گیم اینفورمر، نخستین بازی رزیدنت ایول را، یکی از مهم‌ترین بازی‌های رایانه‌ای در تمام زمان‌ها برگزیده است. ایده ساخت این بازی، برای نخستین بار توسط شینجی میکامی مطرح شد. زمانی‌که شینجی میکامی، با الهام از بازی خانه زیبا به فکر ساخت بازی افتاد که در آن، عمارتی هولناک به همراه موجوداتی به نام زامبی وجود داشتند. موضوع اصلی در بازی خانه شیرین، عمارت بزرگی بود که توسط اشباح فراگرفته شده بود. زامبی‌هایی که پیش از این و در سال ۱۹۷۹، توسط کارگردانی ایتالیایی به نام لوچو فولچی به تصویر کشیده شده بود.
بازی رزیدنت ایول، پس از ساخت و انتشار آن در سال ۱۹۹۶ و برای کنسول پلی‌استیشن، چندین بار دیگر و در سال‌های بعد، برای کنسول‌های جدیدتر نیز طراحی و ساخته شد. از جمله مشهورترین این طراحی‌های مجدد، بازی رزیدنت ایول بازسازی شده است، که بازهم توسط شینجی میکامی و این‌بار برای کنسول گیم‌کیوب ساخته شد. به گفته میکامی رزیدنت ایول بازسازی شده، ۷۰٪ نسبت به نسخه پیشین، دچار تغییرات داستانی و ساختاری شده است. دنبالهٔ این بازی تحت عنوان رزیدنت ایول ۲ در سال ۱۹۹۸ منتشر شد، و یک نسخهٔ پیش‌درآمد نیز به نام رزیدنت ایول صفر در سال ۲۰۰۲ عرضه شد. این بازی، سرآغازی برای آغاز ساخت و فروش ده‌ها عنوان بازی ویدئویی، فیلم سینمایی و انیمیشنی، کتاب و رمان، موسیقی و بسیاری محصولات دیگر بود.

## روند بازی

تصویری از بازی

بازیکن، کنترل یکی از شخصیت‌های گروه استارز را دراختیار دارد، که در یک عمارت هولناک گرفتار شده است. این عمارت پس از آنکه دکتر مارکوس ویروس تی را در محدوده کوهستان آرکلی منتشر کرد، وارد مرحله تازه‌ای شد. تمامی جانداران و ساکنان این عمارت، پس از ابتلاء به ویروس تی، به موجود مرده و محرکی به نام زامبی تبدیل شده بودند. بازیباز باید شخصیت قابل کنترل خود را از این عمارت، که مملو از این مخلوقات است، خارج سازد. گرافیک بازی، از شخصیت‌های سه بعدی و تصاویر پیش زمینه پیش‌ساخته تشکیل شده است. سبک قرارگیری دوربین نیز در جای خود جالب است و دوربین، به شکلی ثابت در فواصل خاصی از جریان گیم‌پلی، شخصیت را دنبال می‌کند. حرکت دادن شخصیت نیز در این سبک از فیلم‌برداری بازی ویدئویی به شکل کنترل ثابت است و همواره و در هر نقطه قرارگیری شخصیت، حرکت توسط دسته بازی به شکلی ثابت می‌باشد. حل معماهایی در جریان بازی که از درجه سختی آسان تا بسیار دشوار هستند نیز از ویژگی‌های دیگر گیم‌پلی این بازی است. بازیکن پس از آسیب شخصیت مورد کنترل خود، می‌تواند برای بازیابی سلامتی، از گیاهان دارویی استفاده کند. گیاهانی با رنگ‌های مختلف، که هریک ویژگی درمانی خاص خود را دارند. شیوه ذخیره بازی نیز توسط یک دستگاه ماشین تحریر انجام می‌پذیرد؛ به این ترتیب که برای هر بار ذخیره بازی، نیاز به یک واحد جوهر مخصوص است. از دیگر ویژگی‌های گیم‌پلی این بازی، می‌توان به حضور و نوع دشمنان در جریان بازی نام برد. دشمنان اصلی در این بازی زامبی‌ها، سگ‌های زامبی، عنکبوت‌های زامبی، مار بزرگ، هانتر، تایرنت و… اشاره کرد.

## شخصیت‌ها
| نام شخصیت       | قابل کنترل؟ | پست                     | وضعیت پس از این بازی | وضعیت در کل داستان | نخستین پدیدآورنده | نخستین طراح   | صداگذار در این بازی | پیوند  |
| --------------- | ----------- | ----------------------- | -------------------- | ------------------ | ----------------- | ------------- | ------------------- | ------ |
| کریس ردفیلد     | بله         | گروه استارز / تیم آلفا  | زنده                 | زنده               | تاکاهیرو آریمیتسو | ایسائو اوهیشی | Joe Whyte           | [ ۸ ]  |
| جیل ولنتاین     | بله         | گروه استارز / تیم آلفا  | زنده                 | زنده               | تاکاهیرو آریمیتسو | ایسائو اوهیشی | Inezh               | [ ۹ ]  |
| بری بارتون      | بله         | گروه استارز / تیم آلفا  | زنده                 | زنده               |                   |               | Barry Gjerde        | [ ۱۰ ] |
| ربکا چمبرز      | بله         | گروه استارز / تیم براوو | زنده                 | زنده               |                   |               | Hope Levy           | [ ۱۱ ] |
| آلبرت وسکر      | خیر         | گروه استارز / تیم آلفا  | زنده                 | مرده               | شینجی میکامی      |               | Sergio Jones        | [ ۱۲ ] |
| براد ویکرز      | خیر         | گروه استارز / تیم آلفا  | زنده                 | مرده               |                   |               | Evan Sabba          | [ ۱۳ ] |
| جوزف فراست      | خیر         | گروه استارز / تیم آلفا  | مرده                 | مرده               |                   |               | Adam Paul           | [ ۱۴ ] |
| انریکو مارینی   | خیر         | گروه استارز / تیم براوو | مرده                 | مرده               |                   |               | Daniel Hagen        | [ ۱۵ ] |
| ریچارد آیکن     | خیر         | گروه استارز / تیم براوو | مرده                 | مرده               |                   |               | Yuri Lowenthal      | [ ۱۶ ] |
| کنث جی. سولیوان | خیر         | گروه استارز / تیم براوو | مرده                 | مرده               |                   |               |                     | [ ۱۷ ] |

## داستان
پس از طغیان کوهستان آرکلی، تیم براووی استارز، به منظور انجام تحقیقات پلیسی، به کوهستان آرکلی فرستاده شدند. این تیم در آغاز ورود خود به کوهستان، با رخدادهای غیرمنتظره‌ای مواجه شدند و خود را در محاصره بدون بازگشت مخلوقات ویروس تی دیدند. هریک از اعضای این تیم درصدد برآمد تا از آرکلی بگریزند اما با آسیبی که بالگرد متحمل شده بود، این کاری سخت بود. اعضای تیم براوو در جریان تلاش خود برای فرار از آرکلی، توسط مخلوقات ویروس تی کشته می‌شدند یا توانستند خود را به عمارت اسپنسر برسانند. عمارت اسپنسر (به انگلیسی: Spencer Estate)، توسط جرج تریور و به سفارش یکی از بنیانگذاران شرکت آمبرلا ساخته شده بود که کار ساخت آن از سال ۱۹۶۲ تا ۱۹۶۷ به درازا کشیده بود. این عمارت که در خود موانع گوناگون و سختی را داشت، در حقیقت پوششی برای مقر پژوهشی آمبرلا در کوهستان آرکلی بود. یک آزمایشگاه مجهز در زمینه فعالیت‌های ژنتیکی در درون این عمارت وجود داشت که مکانی برای آزمایش‌های امبرلا در پروژهٔ تایرانت بود. اعضای تیم براوو در داخل این عمارت، به تدریج کشته شدند و فقط ربکا چمبرز توانست خود را تا هنگام خروج از عمارت زنده نگاه دارد.

پس از آنکه تیم براوو مفقود گشت، استارز تیم اصلی خود را به کوهستان آرکلی فرستاد. تیم آلفا تیم نخست و اصلی گروه استارز محسوب می‌شد که فرماندهی آن را آلبرت وسکر برعهده داشت. این تیم در کل از شش مأمور تشکیل می‌شد. تیم آلفا نیز همانند تیم براوو در متن طغیان کوهستان آرکلی قرار گرفت و به عمارت اسپنسر پناه برد. کریس ردفیلد و جیل ولنتاین قهرمانان اصلی این بازی هستند. این دو به همراه آلبرت وسکر و بری بارتون اعضای بازمانده تیم آلفا بودند که پس از حمله سگ‌ها وارد عمارت اسپنسر شدند. با پیشبرد داستان، کریس و جیل متوجه می‌شوند که فرمانده گروه‌شان یکی از پژوهشگرانی است که در استخدام شرکت آمبرلا بوده و در پروژهٔ تایرانت فعالیت می‌کند. با آگاه شدن کریس و جیل از خیانت وسکر، دشمنی میان این سه نفر آغاز می‌شود و این نبرد، داستان‌های اصلی بازی را در نسخه‌های بعدی رقم خواهد زد. وسکر با آزاد کردن تایرنت T-۰۰۲ سبب شد تا خود به دست این مخلوق کشته شود، هرچند کریس وجیل او را مرده پنداشتند، اما این یک مرگ نمایشی بود و وسکر با کمک توانایی‌های ژنتیکی خویش و ویلیام برکین همچنان زنده بود. کریس و جیل با نابود کردن T-۰۰۲ از آن عمارت اهریمنی فرار کردند و داستان‌های جذاب و گوناگونی را در نسخه‌های بعد نمایش دادند.

## ساخت و توسعه

### نسخه به زبان انگلیسی
این بازی، برای نخستین بار به زبان ژاپنی منتشر شد پس برای ورود به بازار جهانی و قابل درک شدن آن، نیاز به انتشار نسخه‌ای به زبان انگلیسی احساس شد. در جریان این تغییرات زبانی، برخی قسمت‌ها از داستان و میان‌پرده‌های بازی نیز تغییر یافت. بهترین نمونه برای این مطلب، حضور شخصیت کریس ردفیلد در نسخه ژاپنی بود که یک سیگار در دهان خود داشت؛ اما در نسخه‌های انگلیسی، چنین نبود. از دیگر تفاوت‌های بازی در ویرایش‌های منطقه‌ای منتشر شده، می‌توان به تفاوت در چگونگی پایان بازی، میزان سختی و آسانی بازی، تعداد واحدهای جوهر برای ذخیره بازی و ویژگی هدف‌گیری خودکار بود که در ویرایش‌های مختلف، دارای تفاوت بود. برای نسخه انگلیسی، صداگذاری ژاپنی هم قرار داده شد اما بدون استفاده ماند. با موافقت میکامی، صدای صداگذاران ژاپنی، از روی بازی انگلیسی حذف شد.

### تغییر عنوان
این بازی به صورت کلی و اصلی با نام بایوهزرد (به انگلیسی: Biohazard) ساخته و روانه بازار شد؛ اما با ارائه ویرایش انگلیسی، تغییر عنوان بازی از ژاپنی به انگلیسی نیز بدیهی شد. کریس کرامر، مدیر رسانه‌ای کپ‌کام اعلام کرد که باید عنوان مناسبی در زبان انگلیسی برای بایوهزرد بیابیم که پیش‌تر مورد استفاده نبوده باشد. پیش‌تر محصولی با نام بایوهزرد در محدوده جهانی وجود داشت که سبب می‌شد تا عنوانی جدید و مرتبط برای نسخه انگلیسی آن انتخاب شود. کپ‌کام پس از بحث‌ها و دریافت نظرات مختلف، سرانجام عنوان رزیدنت ایول را برای این بازی انتخاب کرد. در مصاحبه گیمزریدار با کریس کرامر، او این‌گونه دربارهٔ انتخاب نام رزیدنت ایول توضیح داد.
من فکر می‌کنم که این انتخاب بسیار قشنگی بود. به یاد نمی‌آورم که چرا منتظر شنیدن یک گزینه بهتر بودم. شاید به عنوانی مثل کند بودن زامبی یا چیزی شبیه به آن فکر می‌کردم. اما با این نام‌ها، پایه‌های بازاریابی برای این بازی ضعیف می‌شد. اما میکامی و کپ‌کام به درستی این عنوان را انتخاب کردند.

## نسخه‌های منتشر شده

### برش کارگردان
نسخه برش کارگردان، در حقیقت نسخهٔ به روزرسانی شده نخستین انتشار این بازی است. این بازی در سپتامبر ۱۹۹۷ و برای کنسول پلی‌استیشن منتشر شد. برش کارگردان، برای جبران دیرکرد در انتشار بازی رزیدنت ایول ۲ ساخته شد که دارای دموهای جدیدتری نیز بود. پررنگ‌تر شدن نقش ربکا چمبرز، تغییر در مکان حضور دشمنان، ویژگی جدید چینش، آیتم‌های جدید و مکان‌های جدید در خود عمارت، از تفاوت‌های این نسخه با نسخه نخست بود.

### ویندوز
در نسخه منتشر شده برای رایانه‌های خانگی، موارد حذف شده در زبان انگلیسی، که در نسخه ژاپنی وجود داشت نیز وجود دارد. صداگذاران ژاپنی نیز از آن جمله هستند. از دیگر ویژگی‌های نسخه ویندوز این بازی، بالاتر بودن گرافیک، آزاد شدن دو اسلحه جدید برای کریس ردفیلد و یک لباس اضافی برای کریس و یک لباس اضافی برای جیل است.

### نسخه گیم‌کیوب
| ناشر       | امتیاز        |
| ---------- | ------------- |
| سی‌وی‌جی     | ۹٫0 out of 10 |
| گیم رولیشن | A-            |

رزیدنت ایول (نسخه بازسازی شده) (به انگلیسی: Resident Evil (remake)) نام نسخه بازسازی شده از نخستین بازی رزیدنت ایول است که برای نخستین بار برای کنسول گیم‌کیوب و در ۲۲ مارس ۲۰۰۲ در ژاپن، ۳۰ آوریل ۲۰۰۲ در آمریکای شمالی و در ۱۳ سپتامبر ۲۰۰۲ در اروپا منتشر شد. بار دیگر، شینجی میکامی کارگردانی این بازی را برعهده گرفت و در پایان به گفته خود، رزیدنت ایول نسخه بازسازی شده، ۷۰٪ نسبت به نسخه پیشین، دچار تغییرات داستانی و ساختاری شده است.
در این نسخه از بازی، داستان، گیم‌پلی، گرافیک، تکسچرها، دشمنان، محیط کلی عمارت اسپنسر و آیتم‌ها دچار تغییرات مثبت فراوانی شدند که این گستردگی، سبب نشد تا داستان اصلی بازی لوث شود. حضور دشمنان جدید و بیان تاریخچه‌ای برای خانواده تریور از دیگر تفاوت‌های بارز میان این دو عنوان بود، به شکلی که لیسا تریور به عنوان یکی از دشمنان بازی، در گیم‌پلی دارای نقشی پررنگ بود. میان‌پرده‌های بسیار باکیفیت نسبت به نسخه نخست، صداگذاران جدید، افزوده شدن آیتم‌ها، سلاح‌ها، معماها و مکان‌های جدید درحالی بود که برای داستان اصلی بازی، مشکلی ایجاد نکرد و در حقیقت، آن را کامل کرد به شکلی که، ویلیام برکین و الکسیا اشفورد را نیز به تاریخچه بازی پیوست داد.
- فقط نسخه ارائه شده برای گیم‌کیوب این بازی، ۱٫۳۵ میلیون نسخه به فروش رسید.[۲۵]
- در پشت کاور این بازی، در توصیف S.T.A.R.S عبارت Special Tactics And Rescue Squad آورده شده است، این در حالی است که این واژه، کوتاه شده عبارت Special Tactics And Rescue Service است.

### نسخه کنسول وی
این بازی، درحقیقت، همان نسخه منتشر شده برای گیم‌کیوب است، اما با انجام تغییراتی برای مناسب شدن اجرا در کنسول وی همراه بود. این بازی برای نخستین بار در ۲۵ دسامبر ۲۰۰۸ در ژاپن و در ژوئن ۲۰۰۹ در آمریکای شمالی و اروپا منتشر شد. IGN به این نسخه از بازی، امتیاز ۸ از ۱۰ را در نظر گرفت. مجله رسمی نینتندو نیز برای این بازی امتیاز ۷۲٪ را در نظر گرفت.

## رمان‌های برگرفته از این بازی
رزیدنت ایول: دسیسه آمبرلا (به انگلیسی: Resident Evil: The Umbrella Conspiracy) نام رمانی منتشر شده توسط اس. دی. پری است که برگرفته از داستان بازی نسخه نخست بازی رزیدنت ایول است. این رمان، در ۱ اکتبر ۱۹۹۸ و به زبان انگلیسی منتشر شد. کریس ردفیلد، جیل ولنتاین، ربکا چمبرز، آلبرت وسکر و بری بارتون، ۵ شخصیت حاضر در بازی رزیدنت ایول هستند که در رمان منتشر شده نیز حضور دارند.
داستان این رمان، همانند بازی، در عمارت اسپنسر جریان می‌یابد. شرکت آمبرلا در آزمایشگاه این عمارت مشغول انجام آزمایش‌های غیرقانونی هستند. با اینکه این رمان پیش از انتشار نسخه بازسازی شده بازی برای گیم‌کیوب منتشر شد، اما لیسا تریور در آن حضور دارد. از دیگر نکات این رمان، وجود یک دوست برای کریس با نام بیلی رابیتسون است. همچنین مکان قرارگیری شهر راکون نیز در این رمان تغییر یافته است. مکان قرارگیری شهر در غرب میانه است که در این رمان از پنسیلوانیا به عنوان مکان قرارگیری شهر راکون یاد می‌شود.

## بازتاب‌ها
| گردآورنده | امتیاز                                                              |
| --------- | ------------------------------------------------------------------- |
| متاکریتیک | Wii: ۷۶٪ (۱۱ نقد) PS: ۹۱٪ (۸ نقد) GC: ۹۱٪ (۳۵ نقد) DS: ۷۱٪ (۳۴ نقد) |

| ناشر      | امتیاز           |
| --------- | ---------------- |
| وان‌آپ.کام | DS:B GC:A Wii:C+ |
| گیم‌پرو    | GC:              |

نسخه پلی‌استیشن این بازی، یکی از پرفروش‌ترین بازی‌های وقت، در آمریکای شمالی بود و در دیدگاه منتقدان، نقدهای مثبتی را به خود دید، گیم‌اسپات این بازی را یک بازی ستودنی دانست. مجله Computer Gaming World نسخه ریانه این بازی را در مجموع یک بازی خوب و سرگرم‌کننده بود و نقدهای را بدان وارد نمود، از جمله این نقدها خشونت و درجه ترسناکی بالا در کنار گرافیک پویا، صداگذاری ضعیف، پرداختن کافی به مسائل جنسی و استفاده از ایده‌های جدید و بدیع برای ایجاد ترس و وحشت کلیشه‌ای در یک بازی ترسناک دانست. در مجموع، با برآوردهای کپ‌کام، این بازی توانست ۲٬۷۵۰٬۰۰۰ واحد به فروش برساند.
نسخه گیم‌کیوب این بازی، توانست ۱٫۳۵ میلیون نسخه به فروش برساند. گیم‌اسپات در تحلیل نسخه بازسازی شده این بازی، نسخه بازسازی شده را هنر ناب کپ‌کام و آن را تقریباً، بهترین عنوان از بازی رزیدنت ایول دانست. آی‌جی‌ان نیز نسخه بازسازی شده را متحول شده در زمینه اتمسفر بازی دانست و آن را ترسناک‌تر و باکیفیت‌تر از پیش عنوان کرد.
بخش گیم مجله نیویورک تایمز بعد از ۲۲ سال که به‌طور مکرر مهم‌ترین بازی تاریخ را رزیدنت ایول ۱ معرفی می‌کرد، بالاخره این عنوان را هم بیان نمود که می‌توان این بازی را سازنده یک دنیای فلسفی جدید دانست.

لوگوی نخستین رزیدنت ایول